# Paris–Camembert
Paris–Camembert Lepetit (till och med 1942 kallat Paris-Vimoutiers) är ett franskt endagslopp i landsvägscykling som körs årligen sedan 1934. Det sponsras sedan 1943 av osttillverkaren (Camembertost, såklart) Lepetit. Loppet, som betraktas som en "halvklassiker", ingår sedan starten av UCI Europe Tour 2005 i denna och klassificeras som 1.1. Eftersom loppet sammanfaller i tiden med de klassiska tävlingarna som går lite längre mot nordost (exempelvis i Belgien) har det huvudsakligen attraherat franska deltagare (det ingår dessutom i den franska cupen i landsvägscykling, Coupe de France de cyclisme sur route, sedan starten av denna 1992).
Namnet till trots startar det inte i Paris (dock vanligen strax utanför) eller har mål i Camembert (utan något norr därom). Från 1934 till 2016 låg målet i Vimoutiers (4 km norr om Camembert) och 2017 flyttades det till Livarot (13 km norr om Camembert). Starten gick från 1934 till 1962 i Versailles (cirka 15 km väster om Paris), från 1963 till 1990 i Rambouillet (cirka 40 km sydväst om Paris), från 1991 till 2014 i Magnanville (cirka 45 km väster om Paris), från 2015 till 2020 i Pont-Audemer (som ligger cirka 140 km nordväst om Paris) och sedan 2021 är starten tillbaka i Magnanville.
De första två tredjedelarna av loppet är en "transportsträcka" till några avslutande slingor kring målorten (som åtminstone når söderut till Camembert). Dessa slingor innehåller några relativt korta, men ganska branta, stigningar, av vilka några passeras två (under vissa upplagor av loppet, tre) gånger och till de tre deltagare som är först över krönen på dessa utdelas poäng i en bergspristävling. 2024 var stigningarna:
- Côte d'Angleterre: 1,4 km med i genomsnitt 5,7 %, två passager (5-3-2 poäng)
- Chemin de Colandon: 0,7 km med i genomsnitt 8,5 %, en passage (5-3-2 poäng)
- Cavée de Crouttes: 0,7 km med i genomsnitt 11,7 %, två passager (10-5-3 poäng)
- Mur des Champeaux: 0,8 km med i genomsnitt 8,5 %, en passage (10-5-3 poäng)
- Butte des Fondits: 1,0 km med i genomsnitt 10,5 %, två passager (10-5-3 poäng)

## Podieplaceringar
| 1940-1941 |

| 1945 |